# Joan (advocat)
Joan  (en llatí Joannes) (segle vi) fou un advocat romà d'Orient del servei jurídic del praefectus praetoriorum de Constantinoble, que va ser un dels setze membres de la comissió dirigida per Tribonià nomenats per Justinià I el 530 per compilar el Digest (530-533).
Era una persona diferent del Joan que formava part d'una altra comissió de deu persones, també presidida per Tribonià, encarregada de confeccionar la Constitutionum Codex, una primera versió del Codi de Justinià.